# Casa de Pensão
Casa de Pensão é um livro de estilo naturalista escrito por Aluísio Azevedo em 1884. A história é baseada em um crime ocorrido na cidade do Rio de Janeiro em 1876 que ficou conhecido como Questão Capistrano.

## A obra
“
Desconfia de todo aquele que se arreceia da verdade.
Seriam onze horas da manhã.
O Campos, segundo o costume, acabava de descer do almoço e, a pena atrás da orelha, o lenço por dentro do colarinho, dispunha-se a prosseguir no trabalho interrompido pouco antes. Entrou no seu escritório e foi sentar-se à secretária.
Defronte dele, com uma gravidade oficial, empilhavam-se grandes livros de escrituração mercantil. Ao lado, uma prensa de copiar, um copo d água, sujo de pó, e um pincel chato; mais adiante, sobre um mocho de madeira preta, muito alto, via-se o Diário deitado de costas e aberto de par em par.
Tratava-se de fazer a correspondência para o Norte. Mal, porém, dava começo a uma nova carta, lançando cuidadosamente no papel a sua bonita letra, desenhada e grande, quando foi interrompido por um rapaz, que da porta do escritório lhe perguntou se podia falar com o Sr. Luís Batista de Campos.
- Tenha a bondade de entrar, disse este.
O rapaz aproximou-se das grades de cedro polido, que o separavam do comerciante. (…)”

— Casa de Pensão - 1884
Narrado em terceira pessoa, Casa de Pensão inicia com a chegada do jovem maranhense Amâncio ao Rio De Janeiro, que para ali se muda no intuito de estudar medicina na Corte. Em busca de sua liberdade e independência passa a ser hóspede na pensão de João Coqueiro e de Madame Brizard. 
O livro trata de racismo, preconceitos, miséria e injustiças sociais.

## Personagens
- Amâncio: Jovem preguiçoso e mulherengo, sua vida se resumia em festas e badalações, e era muito rico;
- Campos: Amigo do pai de Amâncio; primeiro que o acolhe em sua casa. Porém Amâncio abandona a casa, pois está atras de festas e soberba, na casa de Campos, isso era mal visto.
- Hortênsia: mulher de Campos, se interessa por Amâncio; mas os dois não se envolvem.
- João Coqueiro: dono da pensão, quer que Amâncio se case com Amélia por causa de seu dinheiro;
- Amélia: irmã de João Coqueiro, jovem sedutora e que também tem interesse no dinheiro do jovem Amâncio.
- Mme. Brizard: esposa de João Coqueiro, apóia o romance de Amélia com Amâncio,pois ele é um garoto rico.
- Lúcia e Pereira: hóspedes da casa de pensão; Lúcia também é uma das pessoas que querem tomar o dinheiro de Amâncio, e Pereira é seu marido; o casal vive de golpes e enganações.
- Paiva e Simões: "amigos" de João Coqueiro que só se interessam pelo dinheiro de Amâncio.